# Parco Minnehaha

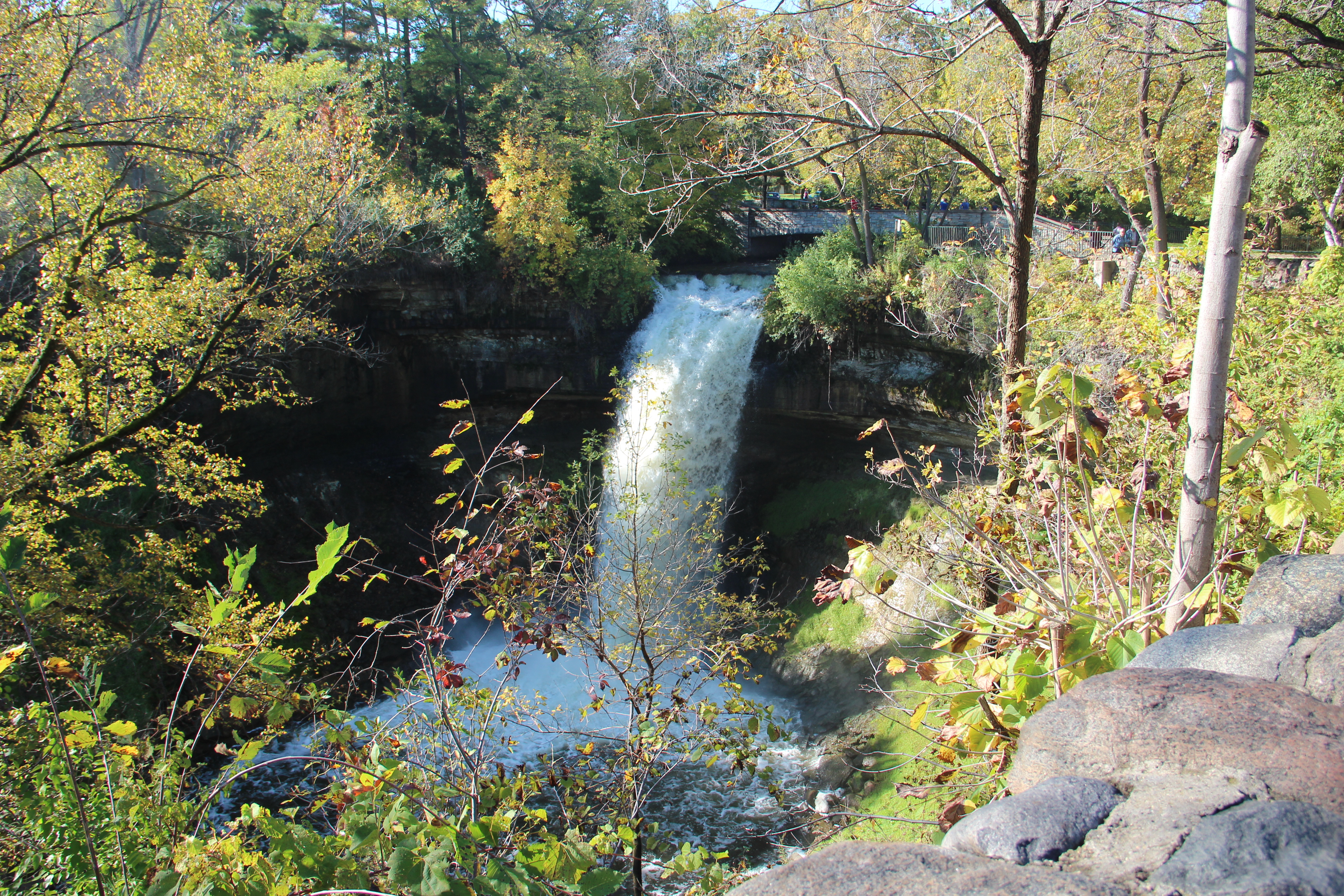
Cascate del parco Minnehaha

Parco Minnehaha (in inglese Minnehaha Park) è un parco cittadino situato a Minneapolis, in Minnesota, negli Stati Uniti, e ospita le cascate Minnehaha e il corso inferiore del Minnehaha Creek.
Il Minnehaha Park fa parte del Minneapolis Park and Recreation Board, che si trova all'interno del Mississippi National River and Recreation Area, un'unità del National Park Service. Il parco è stato progettato dall'architetto paesaggista Horace Cleveland nel 1883 come parte del sistema Grand Rounds Scenic Byway, e faceva parte del "Tour della moda" del fiume Mississippi nel 1800.
Le strutture conservate all'interno del parco includono la Minnehaha Princess Station, un deposito ferroviario vittoriano costruito negli anni 70 dell'Ottocento; la John Harrington Stevens House, costruita nel 1849 e trasferita nel parco dalla sua posizione originaria nel 1896; e la Longfellow House, una casa costruita per assomigliare alla casa di Henry Wadsworth Longfellow a Cambridge, nel Massachusetts. Il parco è stato inserito nel registro nazionale dei luoghi storici nel 1969 come distretto storico di Minnehaha in riconoscimento della sua importanza a livello statale per l'architettura, il commercio, la conservazione, letteratura, trasporti e pianificazione urbana.
La caratteristica centrale del parco, le cascate Minnehaha, che è stato uno dei soggetti preferiti dei pionieri fotografia, a cominciare da Alexander Hesler nel 1852. Anche se non ha mai visitato il parco, Henry Wadsworth Longfellow ha contribuito far conoscere tali cascate quando scrisse il suo celebre poema, La canzone di Hiawatha. Le cascate si trovano sul Minnehaha Creek vicino alla confluenza del torrente con il fiume Mississippi, vicino a Fort Snelling. Più di 850.000 persone visitano le cascate di Minnehaha ogni anno e continua ad essere il sito più fotografato del Minnesota.